# Edgar Zais
Edgar Zais (* 22. September 1892 in Blaubeuren; † 15. Juni 1964 in Stuttgart) war ein deutscher Jurist.

## Leben
Zais besuchte das Eberhard-Ludwigs-Gymnasium Stuttgart und studierte Rechtswissenschaft an der Universität Leipzig und der Universität Tübingen. Er nahm am Ersten Weltkrieg teil und legte danach die große juristische Staatsprüfung ab. Nach einer Tätigkeit als Referent beim Reichsausgleichsamt trat er in den württembergischen Justizdienst ein und war ab dem 1. April 1926 als Amtsrichter in Stuttgart tätig. Wegen seiner „gegnerischen Einstellung zu den Machthabern des Dritten Reiches“ blieben ihm Beförderungen in der Zeit des Nationalsozialismus verwehrt. Von 1945 bis 1949 wurde er dann nacheinander zum Oberamtsrichter, Oberlandesgerichtsrat und schließlich Regierungsdirektor befördert. Am 29. September 1949 wurde er zum Oberstaatsanwalt und Leiter der Staatsanwaltschaft Stuttgart ernannt, bevor er als Nachfolger von Fritz Eppinger vom 1. Januar 1951 bis zum 30. September 1955 Landgerichtspräsident in Heilbronn war und dann in den Ruhestand trat. Sein Nachfolger wurde Adolf Wingler.
Auf Initiative von Zais wurde am 13. März 1954 der Verein Jugendhilfe Unterland gegründet, um Minderjährige in der Bewährungshilfe nach dem 1953 neu gefassten Jugendgerichtsgesetz zu betreuen. Zais wurde auch erster Vorsitzender der Jugendhilfe Unterland. Nach langer und schwerer Krankheit starb Zais an seinem letzten Wohnsitz in Stuttgart.
Er war mit Agnes Zais (geb. Köhler) verheiratet. Der Maler August Köhler hat 1952 ein Porträt von ihm angefertigt.

## Auszeichnungen
- 1955: Bundesverdienstkreuz erster Klasse (überreicht am 1. Oktober 1955)[1]